# Výškov
Výškov (deutsch Wischkowa) ist eine Gemeinde in Tschechien. Sie liegt zehn Kilometer nordwestlich von Louny und gehört zum Okres Louny.

## Geographie
Výškov befindet sich am südwestlichen Fuße des Böhmischen Mittelgebirges im Nordböhmischen Becken. Nordöstlich erhebt sich der Jezeř (Gezer, 261 m), im Osten der Břvanský vrch (Weberschaner Berg, 302 m) und im Nordwesten die Vyhlídka (Baba, 285 m). Im Süden fließt die Chomutovka. Im Norden befindet sich das Restloch eines Braunkohlentagebaus, an dessen Stelle zuvor das Dorf Třískolupy stand, sowie das Kraftwerk Počerady. Östlich verläuft die Bahnstrecke Plzeň–Duchcov, daneben liegt das Umspannwerk Výškov.
Nachbarorte sind Polerady und Počerady im Norden, Břvany im Osten, Vrbka im Südosten, Rvenice, Seletice und Seménkovice im Süden, Bitozeves und Vidovle im Südwesten sowie Blažim und Moravěves im Nordwesten.

## Geschichte
Die erste Erwähnung von Wischkowa erfolgte 1057, als ein Bauer des Ortes als Mitglied des Kollegiatkapitel an der Stephanskirche in Litoměřice genannt wurde. Das Dorf gehörte zu den Besitzungen des Prager Kapitels und später des Klosters Porta Apostolorum. Nach Václav Hájek z Libočan kämpfte Nikolaus von Wischkowa 1322 an der Seite Johann von Luxemburgs in der Schlacht bei Mühldorf gegen Friedrich den Schönen und erhielt für seine Tapferkeit den Ritterschlag. 1355 wurde Buschek Stražkowsky von Wischkowa durch Karl IV. wegen seiner Verdienste bei der Befreiung des Kaisers auf dem Rückweg von der Krönung aus den Händen italienischer Rebellen bei Pisa ebenfalls zum Ritter geschlagen.
Nach der Zerstörung des Klosters Porta Apostolorum durch die Hussiten im Jahre 1420 bemächtigte sich die Stadt Louny der Klosterdörfer, die sie aber an Georg von Podiebrad abtreten musste.
Dessen Erben überließen den Gebrüdern Krabitz zu Weitmühl auf Postelberg die in der Verfügungsgewalt der Böhmischen Krone stehenden Klostergüter 1480 und 1501 als Pfandbesitz. Am 10. Juni 1535 schenkte Ferdinand I. Sebastian Krabitz zu Weitmühl die Dörfer Wischkowa, Weberschan und Leneschitz. Beim Erbrezess zwischen Sebastians Sohn, Johann von Weitmühl, und den Söhnen des Christian von Weitmühl, Benesch und Johann Lorenz, erhielten diese 1559 die Herrschaft Postelberg. Während des Dreißigjährigen Krieges verödete die Gegend. 1642 lagen von den 27 Wirtschaften 13 wüst. 1692 erwarben die Herren zu Schwarzenberg die Herrschaft Postelberg. Im Siebenjährigen Krieg zogen am 27. November 1757 8000 Preußen unter Feldmarschall James Keith in Richtung Postelberg. In Wischowka waren davon 6000 Mann einquartiert und fordern von den Bewohnern als Schutzgeld eine Brandsteuer. Beim Großbrand von 1759 wurden 27 Wohngebäude und 10 Stadel vernichtet. 1762 brannten erneut acht Bauernhöfe und fünf Beisassenhäuser nieder. 1770 starben 70 Einwohner an einer nicht näher bekannten Seuche. Im selben Jahre wurde eine Dorfschule als Expositur der Postelberger Pfarrschule eingerichtet. Während des Zwetschgenrummels besetzten preußische Husaren am 27. August 1778 Ploscha, Wischkowa und Potscherad. Am 28. August kam es am Schmalzhof zwischen Potschrad und Polerad zu einem Gefecht zwischen Kursächsischen Dragonern und Österreichischen Husaren. 1806 brach in Wischkowa eine Blatternepidemie aus, an der der größte Teil der Kinder verstarb. Während der Befreiungskriege waren 1813 in Wischkowa nacheinander über etliche Wochen russische, preußische und österreichische Truppen einquartiert. Wischkowa blieb bis zur Mitte des 19. Jahrhunderts Teil der Herrschaft Postelberg.
Nach der Aufhebung der Patrimonialherrschaften bildete Wischkowa /Vyškov ab 1850 eine politische Gemeinde im Bezirk Postelberg und nach dessen Aufhebung im Bezirk Saaz. Die Einwohnerschaft war durchweg deutschsprachig. 1866 schleppten preußische Truppen die Cholera ein, an der 22 Einwohner verstarben. 1895 wurde ein neues Schulhaus errichtet. 1930 hatte die Gemeinde 378 Einwohner.
Nach dem Münchner Abkommen wurde Wischkowa dem Deutschen Reich zugeschlagen und gehörte bis 1945 zum Landkreis Saaz. 1939 lebten in dem Ort 309 Menschen. Nach dem Ende des Zweiten Weltkrieges kam Výškov zur Tschechoslowakei zurück und die deutsche Bevölkerung wurde vertrieben.
Seit 1961 gehört Výškov zum Okres Louny. 1971 wurde Třískolupy und 1980 Počerady eingemeindet. Třískolupy wurde 1973 wegen eines Braunkohlentagebaus devastiert.
Das der ČEZ gehörige Braunkohlenkraftwerk Počerady mit 841-MW Leistung sollte ab 2009 durch die RWE zu einem Gaskraftwerk umgebaut werden.

## Gemeindegliederung
Die Gemeinde Výškov besteht aus den Ortsteilen Počerady (Potschrad) und Výškov (Wischkowa). Das Gemeindegebiet gliedert sich in die Katastralbezirke Počerady, Třískolupy (Schießglock) und Výškov u Počerad. Grundsiedlungseinheiten sind Počerady, Třískolupy, Výškov und Výškov-rozvodna.

## Sehenswürdigkeiten
- barocke Kapelle Hingabe Maria, am Dorfplatz, errichtet 1743
- barocke Kapelle in Počerady